# Glacies coracina
Glacies coracina  ist ein Schmetterling (Nachtfalter) aus der Familie der Spanner (Geometridae). Die Art wird gelegentlich auch als „Weißbestäubter Alpenspanner“ oder „Nordischer Alpenspanner“ bezeichnet.

## Merkmale

### Falter
Die Flügelspannweite der Falter beträgt etwa 18 bis 24 Millimeter. Vorder- sowie Hinterflügel variieren von grauen bis zu schwarzbraunen Farbtönungen, wobei die Unterschiede hauptsächlich auf die jeweiligen geographischen Vorkommen zurückzuführen sind. Einige kleine weißliche oder gelbliche Punkte sind unregelmäßig über die Flügel verteilt. Das Mittelfeld ist dunkler, durch deutliche Querlinien begrenzt und zeigt einen länglichen, schwarzen Diskalfleck. Auf den Hinterflügeln ist ebenfalls ein schwarzer Diskalfleck im dunklen Mittelfeld erkennbar.

### Raupe
Die Raupen sind kurz und gedrungen, hellbraun gefärbt, haben dunkle Schrägstriche und dunkle Rücken- sowie helle Seitenstreifen. Der Kopf hat eine hell rötlichbraune Farbe.

### Ähnliche Arten
Bei Glacies noricana ist die Zeichnung undeutlicher und schimmert gelegentlich leicht grünlich, während Glacies alpinata in der Regel dunkler ist und eine weniger kontrastreiche Zeichnung zeigt.

## Verbreitung und Lebensraum
Die Art ist im Norden Europas sowie den Hochlagen der Gebirge verbreitet, so von Norwegen, Schweden, Finnland, Polen und Nordrussland bis nach Japan. Sie kommt außerdem auf den Britischen Inseln, Rumänien und Bulgarien sowie in den Alpenländern vor. Glacies coracina steigt bis auf Höhen von 3000 Metern, ist aber in Norwegen auch auf Meeresspiegelhöhe zu finden. Hauptlebensraum sind gebirgige Birkenwälder, Bergmoore oder felsige Wiesen.

## Lebensweise
Die Falter sind tagaktiv und fliegen unruhig im Sonnenschein dicht über dem Boden. Sie ruhen gerne mit flach ausgebreiteten Flügeln auf Steinen und Felsen, wo sie aufgrund ihrer Färbung außerordentlich gut getarnt sind. Sie sind in einer Generation von Juni bis August anzutreffen. Die Raupen ernähren sich von den Blättern verschiedener niedriger Pflanzen u. a. auch von Zwerg-Birke (Betula nana) und Schwarzer Krähenbeere (Empetrum nigrum). Sie überwintern. Eine zweite Überwinterung kann als Puppe erfolgen.

## Gefährdung
In Deutschland kommt Glacies coracina nur an einigen Stellen in den bayerischen Alpen vor. Die Art wird auf der Roten Liste gefährdeter Arten auf der Vorwarnliste geführt.

## Systematik
Die Art wird derzeit in sieben Unterarten unterteilt:
- Glacies coracina bureschi Varga, 1975, Bulgarien[4]
- Glacies coracina coracina (Esper, 1805), Nominatunterart
- Glacies coracina dioszeghyi (Schmidt, 1930), Ungarn, Unterartstatus zweifelhaft[5]
- Glacies coracina lappona (Wehrli, 1921)[6]
- Glacies coracina pseudonoricana (Wehrli, 1921)[6]
- Glacies coracina transiens (Wehrli, 1921)[6]
- Glacies coracina tundranoides (Malicky, 1966)[6]